# 丹松旺波
丹松旺波（藏語：བསྟན་སྲུང་དབང་པོ，威利转写：bstan srung dbang po），16世纪晚期17世纪前期西藏藏巴王朝的首领。
丹松旺波是辛厦巴才丹多杰九子之一，才丹多杰在1565年创立了藏巴王朝。他的哥哥图多南杰、拉旺多杰在一些资料上也被称为藏巴首领，史料称丹松旺波在1611年去世。更多的记载是他的侄子彭措南杰在1603年已经是藏巴王朝的领袖。